# Lyssenkisme

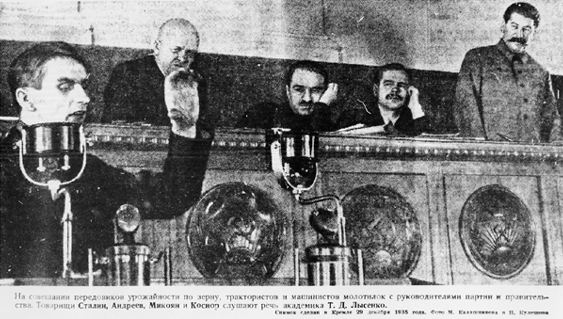
Lyssenko au Kremlin en 1935. Derrière lui, on voit (de gauche à droite) Stanislav Kossior, Anastas Mikoyan, Andreï Andreïev et Joseph Staline.

Le lyssenkisme (en russe : лысе́нковщина) est une politique agricole formulée en Union des républiques socialistes soviétiques (URSS) par Trofim Lyssenko et ses successeurs à partir de la fin des années 1920, puis mise en application au cours des années 1930 lorsque Lyssenko, soutenu par les autorités, prend la tête de l'Académie Lénine des sciences agronomiques (en).
Cette politique a été maintenue officiellement jusqu'en 1964 et a apporté des résultats marginaux. 
Depuis, le terme lyssenkisme a été usité pour décrire une science corrompue par l'idéologie, où les faits sont dissimulés ou interprétés de manière scientifiquement erronée.

## Histoire
En 1928, Trofim Lyssenko affirme avoir développé une technique agricole, appelée « vernalisation », qui triplerait ou quadruplerait le rendement agricole du blé en exposant les semences de ce dernier à une forte humidité et à une faible température. Dans les années 1930, l'agriculture de l'URSS est en crise à la suite de réquisitions massives, de mauvaises conditions météorologiques, de la collectivisation forcée, des famines qui en découlent et au passage brutal d'une économie agricole de subsistance (liée à la « Nouvelle politique économique » de Lénine) à une agriculture en kolkhozes visant à approvisionner en priorité les grandes villes et surtout les combinats géants d'industrie lourde. Souffrant de disette chronique, les Soviétiques cherchent désespérément une solution au manque de nourriture, car en réalité la « vernalisation » de Lyssenko ne permet, au mieux, qu'une augmentation marginale ou sporadique des rendements agricoles. Magnifiée par la propagande soviétique, elle fait cependant de Trofim Lyssenko une personnalité majeure de l'agriculture soviétique : il est présenté comme un paysan génial ayant inventé une technique agricole révolutionnaire.
En février 1938, un décret du Conseil des commissaires du peuple de l'URSS nomme Lyssenko à la tête de l'Académie Lénine des sciences agronomiques.
Propagandiste volubile du régime soviétique et du marxisme-léninisme, Lyssenko grimpe les échelons du Parti communiste de l'Union soviétique et, rompant avec la méthode expérimentale, dénonce comme « contre-révolutionnaires » les généticiens scientifiques qui osaient discuter ses postulats. Lyssenko entend « appliquer la dialectique marxiste aux sciences de la nature » et, inversement, à démontrer la validité de la méthode dialectique par les sciences naturelles. Bénéficiant du soutien de Joseph Staline, il gagne encore en influence et élimine sans états d'âme ses adversaires, jugés comme « saboteurs » et déportés au Goulag.
Pour cette raison et parce qu'il s'appuyait sur des postulats faussement scientifiques en génétique, le lyssenkisme est depuis lors utilisé métaphoriquement pour dénoncer la manipulation ou la déformation de la méthode scientifique pour étayer une conclusion prédéterminée liée à un objectif idéologique ou politique,,.